# Australian Open 2010 - Quad singolare
Peter Norfolk era il detentore del titolo e ha battuto in finale David Wagner con il punteggio di 6–2, 7–6(4).

## Tabellone

### Legenda
| - Q = Qualificato - WC = Wild card - LL = Lucky loser | - ALT = Alternate - SE = Special Exempt - PR = Protected Ranking | - w/o = Walkover - r = Ritirato - d = Squalificato |

### Fase finale
|  | Finale        |               |               |   |      |  |
|  |               |               |               |   |      |  |
|  | Peter Norfolk | Peter Norfolk | Peter Norfolk | 6 | 7    |  |
|  | David Wagner  | David Wagner  | David Wagner  | 2 | 6(4) |  |

### Round Robin
|  |                 | Norfolk       | Wagner        | Andersson   | Taylor   | RR V–P | Set V–P | Game V–P | Posizione |
|  | Peter Norfolk   |               | 6–2, 0–6, 6–3 | 6–1, 6–2    | 6–0, 6–0 | 3–0    | 6–1     | 36–14    | 1         |
|  | David Wagner    | 2–6, 6–0, 3–6 |               | 7–6(5), 7–5 | 6–0, 6–0 | 2–1    | 5–2     | 37–23    | 2         |
|  | Johan Andersson | 1–6, 2–6      | 6(5)–7, 5–7   |             | 3–6, 0–6 | 0–3    | 0–6     | 17–38    | 4         |
|  | Nicholas Taylor | 0–6, 0–6      | 0–6, 0–6      | 6–3, 6–0    |          | 1–2    | 2–4     | 12–27    | 3         |

La classifica viene stilata in base ai seguenti criteri: 1) Numero di vittorie; 2) Numero di partite giocate; 3) Scontri diretti (in caso di due giocatori pari merito ); 4) Percentuale di set vinti o di games vinti (in caso di tre giocatori pari merito ); 5) Decisione della commissione.